# Lodewijk Hoekstra
Lodewijk Hoekstra (Eemnes, 18 november 1976) is een Nederlands televisiepresentator. Daarnaast geeft hij adviezen aan projectontwikkelaars en heeft hij openbare grond en groenvoorzieningen in woonwijken ingericht.

## Levensloop
Na de havo volgde Hoekstra de mbo-opleidingen Groenvoorziening en 'Begeleider Bos- en Natuurterrein'. Daarnaast rondde hij een hbo-studie Bedrijfskunde af.
Van 2003 tot 2016 nam hij als tuinman de presentatie van het RTL 4-programma Eigen Huis & Tuin op zich. Zijn voornaamste reden om hieraan mee te werken, was dat hij meer mensen aan het tuinieren wilde krijgen. Hij zei hierover: "Ik vind het een uitdaging om binnen het programma met een frisse invulling te komen die naast informatief, ook leuk is om naar te kijken. Werken aan je tuin en buiten zijn, is belangrijk voor je ontspanning en brengt je terug bij de basis. Het is vaak een welkome afwisseling in ons drukke leventje. Ik ga deze boodschap zeker overbrengen." Vanaf 2015 werd hij hierin bijgestaan door Tom Groot.
In 2007 bracht Hoekstra het boek Lodewijk en het buitenleven uit, een persoonlijke visie op tuinieren en genieten van het buitenleven.
Naast zijn werkzaamheden voor Eigen Huis & Tuin gaf Hoekstra vanaf eind augustus 2010 wekelijks tuinadviezen in het programma Koffietijd van RTL 4. In het voorjaar van 2012 ging bovendien zijn kinderprogramma Green Kids van start, waarin hij in elke aflevering met zijn 'Green-Kidsteam' de natuur in ging. In het voorjaar van 2017 heeft Lodewijk een nieuw televisieprogramma gemaakt genaamd Groene Handen.
Van 2018 tot 2020 presenteerde hij de rubriek Lodewijks Groene Geluk in het SBS6-programma De grote tuinverbouwing. Sinds 2021 is de rubriek als zelfstandig programma te zien op RTL 4.
Lodewijk is tevens mede-oprichter van NL Greenlabel dat met ruim 220 partners wordt gezien als de standaard Natuurinclusief van Nederland. Door middel van diverse labels kan op onafhankelijke duurzaamheid meetbaar worden gemaakt voor planten, producten en gebieden. 
Vanaf medio juli is Lodewijk te zien op diverse online kanalen met zijn nieuwe format; 'On the move to'. Met een groene ambulance gaat hij 'eerste hulp bij natuurinclusief' bieden om kennis te delen en succesverhalen te showcases op het vlak van duurzaamheid. Tevens is hij kwartiermaker en ambassadeur van 'Groene Cirkels Groene Gezonde Stad' met als doel het radicaal vergroenen van steden in 2030. 

## Trivia
- Hoekstra deed mee aan de programma's Dancing with the Stars (2007), Wat vindt Nederland? (2009) en Expeditie Robinson 2012.
- Lodewijk was ambassadeur van Trees for All en De Vlinderstichting en is dat nu[(sinds) wanneer?] voor Stichting Natuurwijs van Prinses Irene en Groen Doen in de Klas.